# 실천불교전국승가회
실천불교전국승가회는 “수행을 통한 깨달음과 정의로운 세계인 정토사회를 만들어가는 실천적인 노력이 본래 둘이 아니라는 부처님의 근본정신을 받들어 불교 내 제반 모순과 한국 사회의 다양한 문제들을 해결하여 이땅에 정토사회를 구현시키는 것“을 기본 목적으로 하여 창립하였다.

## 기타
1980년대 후반 불교계의 대사회적 운동을 벌여왔던 정토구현전국승가회와 대승불교승가회의회원 등 진보적 승려들을 주축으로 발족했다.

## 활동
- 천주교정의구현전국사제단, 전국목회자정의평화실천협의회, 사회개혁교무단 등과 함께 '평화통일을 위한 종교인협의회'를 출범해, 1996년 8월에 경찰이 연세대학교 건물을 밀착 봉쇄했을 때, 평화적 해결을 촉구했다.[2]

## 같이 보기
- 지선